# Mercado de Alimentos de Pasing

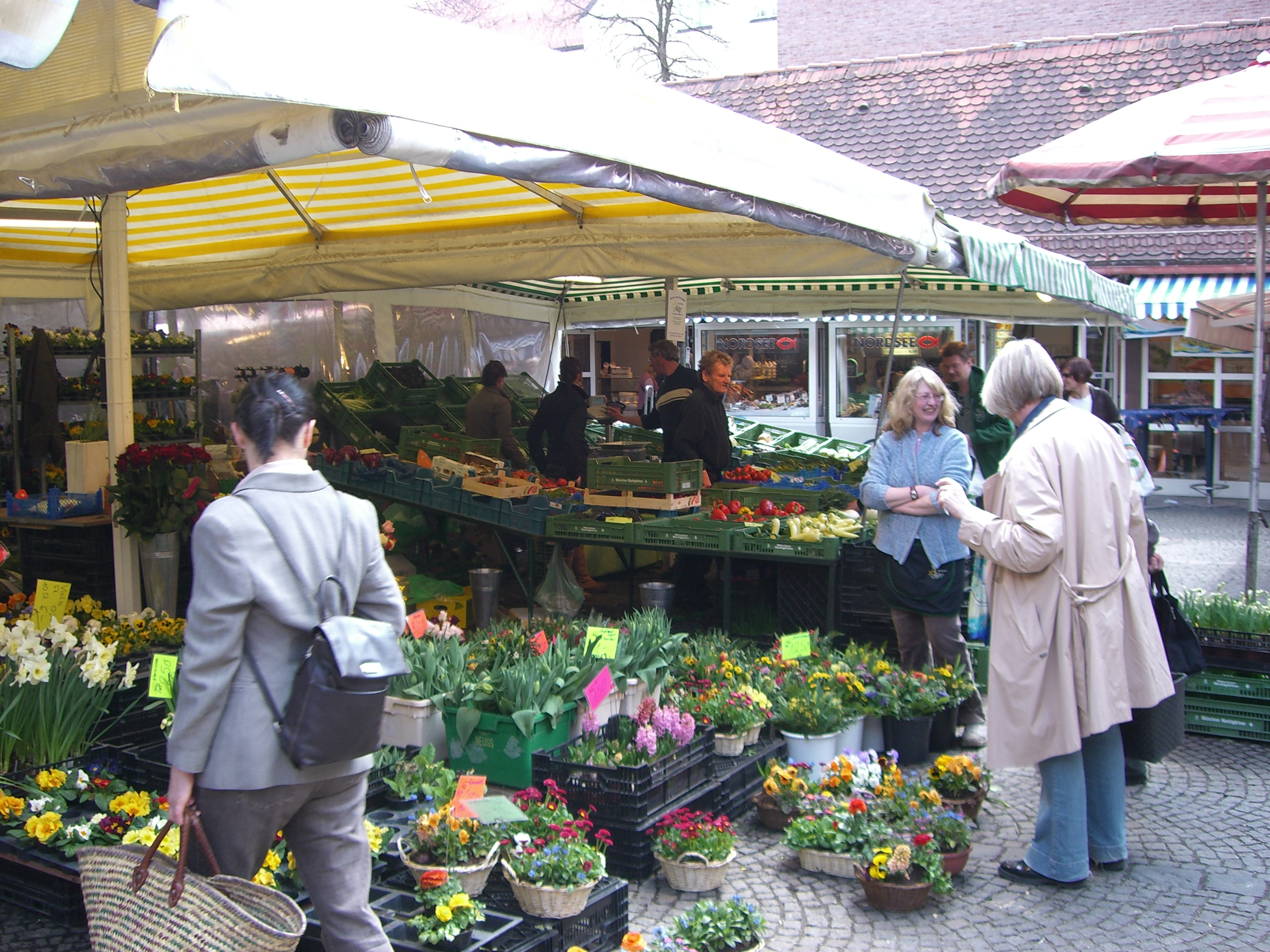
Mercadeo de Alimentos de pasing

Situado junto a la Casa Consistorial de Pasing, en un bello patio interior, el Mercado de Alimentos de Pasing ofrece todo lo que uno puede apetecer: pan y queso, pescado y carnes, flores e hierbas. Desde hace casi un siglo el mercado abastece de alimentos frescos de la mejor calidad a los habitantes de Pasing, barrio que en aquel entonces aún no pertenecía a Múnich.

## Historia
Al convertirse Pasing en ciudad en 1905, se inicia también la historia del Mercado de Alimentos de Pasing. El 9 de junio de 1906, el alcalde de dicha localidad decidió la creación de un mercado de frutas y verduras (Decreto de la Alcaldía). Se eligió para su emplazamiento el rincón suroeste de la Plaza Marienplatz, enfrente del Instituto Inglés Femenino. En enero de 1907 le fue otorgada la autorización por el Real Gobierno de la Alta Baviera, provincia a la que pertenecía la ciudad de Pasing.
La estructuración externa del mercado se reveló más difícil de lo pensado, debido a que cada vendedor construía su puesto según le parecía. Finalmente se pudo llegar a un acuerdo y el primer día de mercado se celebró el 16 de marzo de 1907.
El mercado contó desde el principio con una buena acogida, pero su clientela se limitaba a los habitantes de Pasing, por lo que en 1908 se ordenó realizar un estudio sobre su rentabilidad, el cual arrojó una situación relativamente deficiente. Ello se debía al hecho de que diversos vendedores ambulantes ofrecían sus productos en los aledaños del mercado a precios naturalmente más bajos, ya que no pagaban ningún tipo de tasa. Esta circunstancia se subsanó con la reforma del reglamento del mercado.
El constante aumento del tráfico llevó a que el 15 de noviembre de 1929 se procediese al traslado del mercado, debido a la insistencia del concejal Doctor Hösch, al patio del edificio comunal Hindeburgstraße (actualmente Bäckerstraße). Los vendedores se mostraron contrarios a esta resolución, pues temían una considerable disminución de las ventas a la clientela que se desplazaba a pie al mercado. Dado que los puestos no se podían desmontar, se decidió trasladarlos enteros en vehículos el 1 de abril de 1930 con un retraso de 3 meses. El traslado duró un día completo.
En contra de las previsiones de los vendedores, el volumen de negocio continuó aumentando hasta el punto de que el recinto del mercado quedó pequeño en poco tiempo. Por esta razón se tomó la decisión de construir finalmente un edificio de mercado estable, moderno y amplio, cuyos trabajos se completaron con tal rapidez que ya el 2 de octubre de 1937 pudo ser inaugurado. Ese día, ocho de los doce puestos disponibles ya estaban abiertos. Lo que se vendía eran productos tales como frutos (tanto nacionales como de importación), bayas, aves y leche. Desde ese mismo día también se contó con la presencia del puesto de jardinería así como dos puestos de productos del mar y el despacho estatal de carne “Freibank”.
Desde su inauguración en 1907 hasta el día de hoy sólo se ha modificado la apariencia externa del mercado de forma irrelevante. Ni siquiera los trabajos de renovación y reformas llevados a cabo hicieron que perdiese su carácter único. Así los vecinos de Pasing pueden sentirse con razón orgullosos de su mercado.

## Horarios de apertura
Los horarios oficiales de apertura son de lunes a sábados, como muy tarde hasta las 20 horas, con excepciones para floristas, panaderos y restauradores. 

## Acceso con medios públicos de transporte
- Con trenes de cercanías (S-Bahn) hasta la estación de Pasing y posteriormente unos 3 minutos a pie (cerca de la Casa Consistorial de Pasing)
- tranvía línea 19 parada: Pasinger Marienplatz y unos 3 minutos a pie